# Соколовский, Алексей Никанорович
Алексей Никанорович Соколо́вский (1 марта 1884, с. Великая Буромка Золотоношского уезда Полтавской губернии — 25 апреля 1959) — советский учёный в области почвоведения. Академик ВАСХНИЛ (1935).

## Биография
Сын священника. Окончил Полтавскую гимназию (1902), Киевский университет (1908) и Московский СХИ (МСХА, 1910).
Ассистент, доцент кафедры почвоведения МСХА (1910—1924), одновременно в 1922—1924 профессор Московского межевого института.
Профессор, зав. кафедрой, ректор Харьковского СХИ (1924—1959), также в 1924—1931 зав. кафедрой почвоведения с аспирантурой при Народном комиссариате просвещения УССР, с 1944 г. директор Лаборатории почвоведения АН УССР.
Академик АН Украины (1929). С 21 мая 1931 г. по январь 1935 г. президент Всеукраинской академии
сельскохозяйственных наук. Академик ВАСХНИЛ (1935).
В 1930 г. был одним из общественных обвинителей на суде по делу «Союза освобождения Украины».
28 апреля 1938 года арестован по обвинению в участии в антисоветской повстанческо-террористической шпионской организации украинских националистов и подготовку восстания в Харьковской и Полтавской областях.
3 января 1940 г. оправдан за отсутствием состава преступления и 27 февраля восстановлен во всех правах и научных званиях.
Имя Соколовского носит Украинский научно-исследовательский институт почвоведения и агрохимии.

## Сочинения

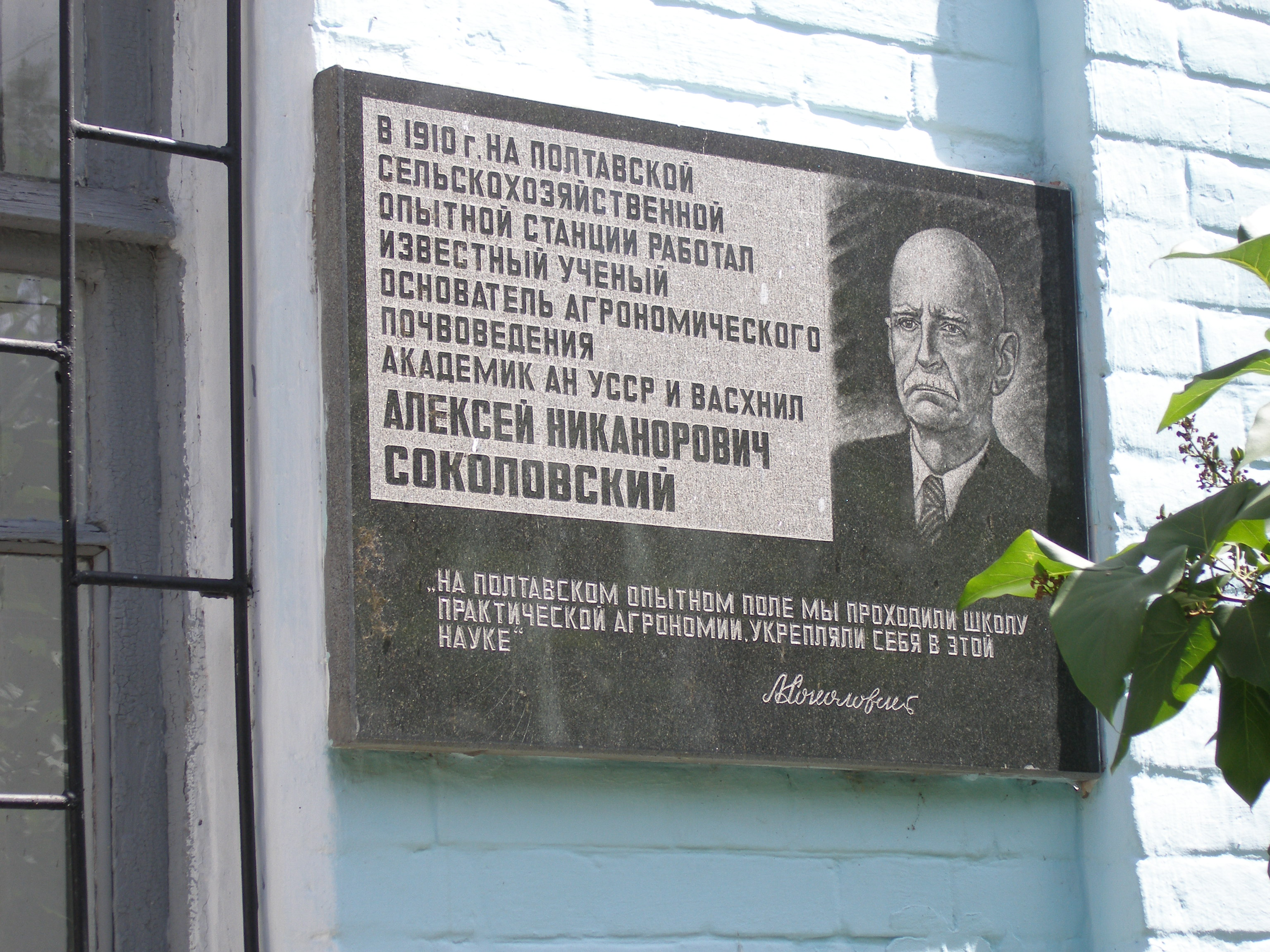
Мемориальная доска в Полтаве

Опубликовал около 200 научных трудов. Один из основоположников учения о генезисе и химической мелиорации почв. Автор теории известкования, гипсования и фосфоритования почв. Разработал метод борьбы с осолонцеванием грунтов при постройке водоемов, каналов и плотин.
Автор учебников:
- Сельскохозяйственное почвоведение. — М.: Сельхозгиз, 1956. — 335 с.
- Почвоведение и агрохимия: Избр. тр. — Киев: Урожай, 1971. — 368 с.

## Награды
- Награждён двумя орденами Ленина, тремя орденами Трудового Красного Знамени, орденом «Знак Почёта», медалями.